# Georissus crenulatus
Georissus crenulatus är en skalbaggsart som först beskrevs av Rossi 1794.  Georissus crenulatus ingår i släktet Georyssus, och familjen slambaggar. Arten är reproducerande i Sverige.